# Donneil Moukanza
Donneil Moukanza (Parigi, 27 febbraio 1991) è un ex calciatore francese con cittadinanza congolese (Repubblica del Congo), di ruolo attaccante.

## Carriera
Ha giocato nella massima serie dei campionati ceco, bulgaro, cipriota e maltese.